# Vetulicola
Vetulicola là một chi tuyệt chủng của động vật biển từ kỷ Cambri của Trung Quốc. Nó là chi cùng tên với ngành Vetulicolia, kết luận không chắc chắn với mối quan hệ của nó, nhưng có lẽ nó có mối quan hệ chặt chẽ với Deuterostomia.
Đến nay, chi này có 5 loài được đề xuất và miêu tả. Loài phát hiện gần đây nhất trong chi này là Vetulicolia longbaoshanensis, được Yang và cộng sự đặt tên vào năm 2010.

## Từ nguyên
Vetulicola là một từ ghép trong tiếng Latinh vetuli, nghĩa là "già, cũ" hoặc "cổ đại" và cola, nghĩa là "cư dân" (một loài động vật sống ở hoặc cư trú tại một nơi).